# Nick Anderson
Nelison Anderson, detto Nick (Chicago, 20 gennaio 1968), è un ex cestista statunitense, professionista nella NBA.

## Carriera

### Primi anni
Anderson fu scelto nel corso del primo giro (11º assoluto) del Draft NBA 1989 dai neonati Orlando Magic, la prima scelta della storia della franchigia.
Come la maggior parte delle squadre di espansione, i Magic erano una formazione giovane e Anderson era una delle loro poche note positive. Per tale motivo, negli anni successivi i Magic poterono contare su alte scelte nel draft, tra cui Dennis Scott nel 1990, Shaquille O'Neal nel 1992 e Chris Webber, che fu subito scambiato per Penny Hardaway, nel 1993. Nelle sue prime stagioni, Anderson fu la principale opzione offensiva dei Magic, guidando la squadra in media punti a partita nella stagione 1991-92. Con il migliorare del livello della squadra, Anderson divenne gradualmente meno cercato in attacco ma rimase un membro produttivo del quintetto base. Un'eccezione avvenne il 23 aprile 1993, quando segnò un primato personale di 50 punti partendo dalla panchina contro i New Jersey Nets. Nella stagione 1994-95 guidò Orlando con 179 canestri da tre punti, con una media di 15,9 punti a partita. I Magic vinsero 57 partite, chiudendo con il miglior record della Eastern Conference e vincendo il loro primo titolo della Atlantic Division.

### Playoff 1994–95
Nelle semifinali della Eastern Conference, i Magic affrontarono i Chicago Bulls del rientrante Michael Jordan, che era passato temporaneamente dall'indossare il consueto numero 23 al 45. Nel finale di gara 1, Anderson strappò il pallone a Jordan da dietro, portando al canestro della vittoria per i Magic. In seguito commentò che Jordan "non sembrava il vecchio Michael Jordan" and that "Il n. 45 non è esplosivo come lo era il n. 23." Jordan in seguito tornò a portare il suo vecchio numero nella gara successiva, segnando 38 punti nella vittoria dei Bulls; i Magic si ripresero e vinsero la serie, raggiungendo le loro prime finali.
Gara 1 della serie finale fu contro gli Houston Rockets, campioni in carica alla Orlando Arena. Con i Magic in vantaggio di tre punti nel finale di partita, Anderson, che in genere segnava i tiri liberi con una percentuale del 70%, ne sbagliò quattro consecutivi, che avrebbero sigillato la vittoria di Orlando. Kenny Smith segnò da tre punti per Houston poco dopo, pareggiando la partita e spedendola ai tempi supplementari. I Rockets finirono con il vincere la gara e la serie per quattro partite a zero, conquistando il loro secondo titolo consecutivo. A causa di tale episodio, alcuni tifosi di Orlando iniziarono a chiamare Anderson con i soprannomi denigratori di "Nick the Brick" e "Brick Anderson" ("brick" in inglese significa "mattone" e in gergo indica un tiro libero sbagliato).

### Carriera dopo il 1995
Quanto avvenuto non sembrò inizialmente condizionare Anderson nella stagione successiva, che fu ancora positiva. Tuttavia, la sua annata si c concluse per un infortunio a un gomito in gara 3 delle finali della Eastern Conference. Dopo di ciò, la carriera di Anderson prese una piega negativa, dovuta in gran parte alla sua improvvisa incapacità di segnare i tiri liberi. Nella stagione 1996-97 la sua percentuale fu l'allora minimo in carriera di 40,4% mentre la sua media punti fu di 12,0 a partita. Il giocatore dovette essere rimosso dal quintetto nel finale delle gare punto a punto data la sua inaffidabilità nel segnare i liberi.
Le sue difficoltà aumentarono nella prima metà della stagione 1997–98. Fino al 27 gennaio di quell'anno, Anderson segnò solamente 6,5 punti a partita, con 36,3% ai liberi. Nella seconda metà della stagione, tuttavia, la sua metà punti salì improvvisamente a 22,6 punti a partita, con 67,6% ai liberi, una cifra vicina alla sua media in carriera. La sua annata si chiuse con 15,3 punti segnati a partita.
Anderson giocò con i Magic fino alla stagione accorciata per sciopero del 1998–99, dopo di che fu scambiato con i Sacramento Kings per Tariq Abdul-Wahad e una scelta del draft. Lasciò Orlando come l'allora miglior marcatore della storia della squadra e l'ultimo giocatore rimasto della stagione di debutto.
Anderson giocò per due stagioni a Sacramento, con un minimo in carriera, fino a quel momento, di 10,8 punti di media in 72 partite nella prima annata. L'anno seguente disputò 21 gare, dopo di che passò un'ultima stagione, con 15 presenze, con i Memphis Grizzlies.

## Statistiche

### College
| Anno      | Squadra                  | PG | PT | MP   | TC%  | 3P%  | TL%  | RP  | AP  | PRP | SP  | PP   |
| --------- | ------------------------ | -- | -- | ---- | ---- | ---- | ---- | --- | --- | --- | --- | ---- |
| 1987-1988 | Illinois Fighting Illini | 33 | 25 | 27,5 | 57,2 | 33,3 | 64,2 | 6,6 | 1,6 | 1,1 | 0,8 | 15,9 |
| 1988-1989 | Illinois Fighting Illini | 36 | 32 | 31,3 | 53,8 | 36,4 | 66,9 | 7,9 | 2,0 | 1,6 | 0,9 | 18,0 |
| Carriera  | Carriera                 | 69 | 57 | 29,5 | 55,3 | 36,1 | 65,7 | 7,3 | 1,8 | 1,4 | 0,9 | 17,0 |

### NBA

#### Regular Season
| Anno      | Squadra           | PG  | PT  | MP   | TC%  | 3P%  | TL%  | RP  | AP  | PRP | SP  | PP   |
| --------- | ----------------- | --- | --- | ---- | ---- | ---- | ---- | --- | --- | --- | --- | ---- |
| 1989-1990 | Orlando Magic     | 81  | 9   | 22,0 | 49,4 | 5,9  | 70,5 | 3,9 | 1,5 | 0,9 | 0,4 | 11,5 |
| 1990-1991 | Orlando Magic     | 70  | 42  | 28,2 | 46,7 | 29,3 | 66,8 | 5,5 | 1,5 | 1,1 | 0,6 | 14,1 |
| 1991-1992 | Orlando Magic     | 60  | 59  | 36,7 | 46,3 | 35,3 | 66,7 | 6,4 | 2,7 | 1,6 | 0,6 | 19,9 |
| 1992-1993 | Orlando Magic     | 79  | 76  | 37,0 | 44,9 | 35,3 | 74,1 | 6,0 | 3,7 | 1,6 | 0,7 | 19,9 |
| 1993-1994 | Orlando Magic     | 81  | 81  | 34,7 | 47,8 | 32,2 | 67,2 | 5,9 | 3,6 | 1,7 | 0,4 | 15,8 |
| 1994-1995 | Orlando Magic     | 76  | 76  | 34,1 | 47,6 | 41,5 | 70,4 | 4,4 | 4,1 | 1,6 | 0,3 | 15,8 |
| 1995-1996 | Orlando Magic     | 77  | 77  | 35,3 | 44,2 | 39,1 | 69,2 | 5,4 | 3,6 | 1,6 | 0,6 | 14,7 |
| 1996-1997 | Orlando Magic     | 63  | 61  | 34,3 | 39,7 | 35,3 | 40,4 | 4,8 | 2,9 | 1,9 | 0,5 | 12,0 |
| 1997-1998 | Orlando Magic     | 58  | 44  | 29,3 | 45,5 | 36,0 | 63,8 | 5,1 | 2,1 | 1,2 | 0,4 | 15,3 |
| 1998-1999 | Orlando Magic     | 47  | 39  | 33,6 | 39,5 | 34,7 | 61,1 | 5,9 | 1,9 | 1,4 | 0,3 | 14,9 |
| 1999-2000 | Sacramento Kings  | 72  | 72  | 29,1 | 39,1 | 33,2 | 48,7 | 4,7 | 1,7 | 1,3 | 0,2 | 10,8 |
| 2000-2001 | Sacramento Kings  | 21  | 0   | 8,0  | 24,6 | 25,6 | -    | 1,2 | 0,6 | 0,5 | 0,2 | 1,8  |
| 2001-2002 | Memphis Grizzlies | 15  | 0   | 14,6 | 27,6 | 27,1 | 55,6 | 2,2 | 0,9 | 0,4 | 0,4 | 4,0  |
| Carriera  | Carriera          | 800 | 636 | 31,2 | 44,6 | 35,6 | 66,7 | 5,1 | 2,6 | 1,4 | 0,5 | 14,4 |

#### Playoff
| Anno     | Squadra          | PG | PT | MP   | TC%  | 3P%  | TL%  | RP  | AP  | PRP | SP  | PP   |
| -------- | ---------------- | -- | -- | ---- | ---- | ---- | ---- | --- | --- | --- | --- | ---- |
| 1994     | Orlando Magic    | 3  | 3  | 40,0 | 38,2 | 40,0 | 75,0 | 3,3 | 3,3 | 1,7 | 0,7 | 14,3 |
| 1995     | Orlando Magic    | 21 | 21 | 38,8 | 44,8 | 38,3 | 68,3 | 4,8 | 3,1 | 1,6 | 0,5 | 14,2 |
| 1996     | Orlando Magic    | 11 | 11 | 38,0 | 43,3 | 28,6 | 62,2 | 5,0 | 1,9 | 1,9 | 0,5 | 14,2 |
| 1997     | Orlando Magic    | 5  | 5  | 26,0 | 33,3 | 26,7 | 0,0  | 5,8 | 0,6 | 0,6 | 1,8 | 5,6  |
| 1999     | Orlando Magic    | 4  | 4  | 38,0 | 36,7 | 26,2 | 73,7 | 6,8 | 2,3 | 2,3 | 0,0 | 20,8 |
| 2000     | Sacramento Kings | 5  | 5  | 26,4 | 32,4 | 35,0 | 87,5 | 3,4 | 0,4 | 0,2 | 0,6 | 7,2  |
| Carriera | Carriera         | 49 | 49 | 36,0 | 41,3 | 33,3 | 67,8 | 4,9 | 2,2 | 1,5 | 0,6 | 13,1 |

## Palmarès
- McDonald's All-American Game (1986)